# Cantonul Tuchan
Cantonul Tuchan este un canton din arondismentul Narbonne, departamentul Aude, regiunea Languedoc-Roussillon, Franța.

## Comune
- Cucugnan
- Duilhac-sous-Peyrepertuse
- Maisons
- Montgaillard
- Padern
- Paziols
- Rouffiac-des-Corbières
- Tuchan (reședință)